# 科學中藥
科學中藥是指用现代制剂方法制成的中药产品，形态包括但不限于粉末、颗粒、锭、片，以及胶囊等，有别于传统中医通过煎煮或研磨等方法制成的膏、丸、丹、散等中药制剂。中成药一词囊括一切批量生产的即用型中药产品，不区分形态和具体工艺，在具体实践中有现代化、标准化的趋势。
科學中藥最早出现在日本与台湾。

## 歷史
歷史上，日本人長倉音藏首先發明科學中藥颗粒製劑方式。在1950年代，許鴻源當時任職於台灣省衛生試驗所，有機會到日本參觀長倉藥廠，親見日本人用大鍋煎煮藥材再濃縮、混合藥粉、包裝出售，即可馬上服用。不須如一般中藥飲片需煎煮。這種濃縮中藥的流程技術，令許鴻源大開眼界，便把此觀念帶回台灣。但最早期台灣的科學中藥並未煎煮過，而是以生藥材直接研磨為細粉再混合，所以患者會抱怨，台灣的科中比日本的濃縮劑體積大（更大包），藥力比日本低下。
許鴻源在衛生試驗所任職時，因職務的關係而了解到很多西藥會產生副作用，使得他逐漸地轉向生藥材領域發展，他運用了長倉藥廠的濃縮技術，在順天堂自行生產濃縮中藥，隨後勝昌、莊松榮等廠商也投入這個產業。現今，每家廠商各有自己的技術，因此同品名的產品，使用起來的效果與感覺也不盡相同。
《中国药典》1963年版首次载入中药材和制剂，其中含有一段《中药成方制剂通则》，载超过150种成方制剂，但都是以传统的丸、露、膏、丹取名。1977年下一版则已经载有药片、气雾剂、颗粒冲剂和注射液形式。

## 製程

### 熬煮法
科學中藥最早是采用了传统中药的熬煮方法，以浓缩、方便为目标。大概上的製程包括了：
1. 藥材揀選與購入
2. 藥材洗淨
3. 藥材炮製或切片
4. 鍋爐煎煮、濃縮
5. 賦型和包装
  - 浸膏——分為單純真空乾燥，或是額外添加賦型劑的不同製程；裝罐或其他包裝（除饮用外也可装入软胶囊等）
  - 颗粒——脱水浓缩
    - 如果颗粒的目的不是直接给患者泡水服用，而是和其他药物及颗粒配佐，这类颗粒叫做中药配方颗粒。
    - 即用类经常会加糖，如引用例“乙肝宁颗粒”[6]

### 其他方法
也有一些中成药采用更新的方法从药材中提取成分。《中国药典》中的例子有：
- 十滴水是中国常用的中暑药剂，是一系列辛辣药材的酒精提取物（以溶液形式提供）。[7]
- 银杏叶提取物是银杏叶的酒精提取物（浓缩膏或干燥），在《中国药典》里也归第一部（中药材、饮片及制剂）。[8]
- 人参总皂苷是人参的根经过柱色谱法分离得到的人参皂苷，在《中国药典》里还是归第一部。另外还有从新部位（茎叶）分离的人参茎叶总皂苷。[9]

## 優點
相較於傳統的水煎藥而言：
- 濃縮製劑，理論上可以服用少量即達藥效；但實際因為健保給付過低，造成其中部份製藥廠為了求生存，而以次充好。
- 由藥廠高溫煎煮再予以賦型，經過確切的洗淨、高溫殺菌等程序。
- 安全性較為可信：
  - 因為藥廠比較會慎選藥材，重金屬及農藥污染的情況較輕微。
  - 因为《中国药典》和别国类似的规定要求药材供应商通过良好农业规范、药厂通过良好生产规范认证。
  - 因为中国药监局要求提供一定程度的安全性证明，新方还需要临床研究。
- 有固定的处方和生产方式，各个药厂的产物可以做到一致（取决于国家监管要求，《中国药典》就有明确的生产方式和化学分析手段列出）。
- 僅需開水沖服，使用方便。
- 免除現代人忙碌生活中煎煮藥材較不方便的困擾。
- 保存與攜帶方便。
- 避免了不慎食入黃麴毒素或赭麴毒素的機會；其中的原因是因為中藥材在藥房或診所多半都得不到妥善的保存，溫度與溼度皆曝露在高溫高溼的環境下，藥材多半也沒有經過標準的檢驗程序。

## 發展

### 检测
現今，各大藥廠為了科學中藥的安全，已逐批通過了ISO 17025 （页面存档备份，存于）實驗室認證。其中各大藥廠的實驗室也添購了諸如：HPLC、ICP/MS、GC/MS、GC/MS/MS、LC/MS、LC/MS/MS...等，以檢驗農藥殘留、重金屬殘留、微量毒素分析、及成份含量測定。
目前台灣有許多廠商分別採日本藥典標準、澳洲藥典標準、歐洲藥典標準...等，已經將台灣的科學中藥提升至另一個境界。
《中国药典》从1995年版本开始就采用薄层色谱的手段鉴别药材。2015版本第四部通则列有大量分析手段，在多种中药材的定义中有所运用（通常是要求某一药效成分必须到达某浓度）。

### 药方
中国每年都有多种“创新中药”上市，其中“来源于古代经典名方的中药复方制剂”可豁免药效学和临床试验研究申报，程序更加简单。一些上市的创新中药会通过医保谈判，进入医保列表。相比更早时的规定，现有申报要求已有锁紧。

### 标准化
《中国药典》自1963年起，是中国中成药的基本标准。药典内含药材、饮片和成方的章节，规定了物料比例、制作步骤和检测手段。因此对于同名的中成药，中国药厂理论上是按照同一个标准配方和步骤进行生产，区别主要会来自达标药材之间的不同，通过改进药材标准应可以缩小。然而现在标准对于生物活性成分的规定仍然太宽松，即使是同一个厂家不同批次的有效成分也有显著差距，所谓“中药均一化”的推动仍处于早期阶段。
日本漢方醫學采用一个厚生省指定的获保险承认汉方药剂清单，清单上的148种成药每个都有固定的配方和工艺。
台湾中药典对于药材、饮片、浓缩液有规定，但没有成方。

## 安全性
如今前幾大藥廠均有冷藏及冷凍的倉庫將藥材依藥性分溫度、濕度控制，大大的避免的黃麴毒素、赭麴毒素的問題。

## 產業生態

### 台湾
目前在中央健保局的主導下，健保中醫與西醫每年的總額差距超過千億台幣，其原因主要為中醫一天的藥費只有30元新台幣(目前為31元)，曾經20多年未曾調漲(1995~2015)。各地中大型中醫院聯標也多採價格標壓低藥價，在此情形之下，等於變相鼓勵製藥廠商以次充好。另一方面，因中藥原料年年調漲，中藥檢驗成本不斷增加，科學中藥的藥價每年都有中醫團體反應調整需要的聲音。
台灣生產科學中藥的藥廠有30餘家，健保給付的科學中藥主要來自五家藥廠：順天堂、科達、港香蘭、勝昌、莊松榮，占了健保給付的八成左右。

### 中国
2023年销售额超过4100亿元。

## FDA植物药
美国食药监（FDA）在2001年出台《植物药研制指导原则》（Guidance for Industry Botanical Drug Products），允许成分不明确的药物如中成药经过临床实验通过审批。中国十种中药于是“闯关”FDA，但截至2025年都没有一种在FDA注册的临床实验中达到足够批准的效果。参与“闯关”的药物包括：复方丹参滴丸、HMPL-004（穿心莲制剂）、血脂康胶囊、扶正化瘀片、桂枝茯苓胶囊、杏灵颗粒、威麦宁胶囊、康莱特注射液和软胶囊、连花清瘟胶囊。